# William L. Shirer
William Lawrence Shirer (/ˈʃaɪrər/; 23 tháng 2 năm 1904 – 28 tháng 12 năm 1993) là một nhà báo và phóng viên chiến trường người Mỹ. Ông đã viết cuốn Sự trỗi dậy và suy tàn của Đế chế thứ Ba, nói về lịch sử Đức Quốc xã đã được nhiều người đọc và trích dẫn trong các tác phẩm học thuật trong hơn 50 năm. Ban đầu là phóng viên nước ngoài của tờ Chicago Tribune và hãng tin International News Service, Shirer là phóng viên đầu tiên được Edward R. Murrow thuê làm thành trụ cột của một nhóm phát thanh CBS gồm các nhà báo được biết đến với tên gọi "Murrow's Boys". Ông vốn nổi tiếng với các chương trình phát sóng từ Berlin, từ sự trỗi dậy của chế độ độc tài Đức Quốc xã cho đến năm đầu tiên của Thế chiến II (1940). Nhờ sự trợ giúp từ Murrow, ông đã tổ chức buổi phát sóng tin tức thế giới đầu tiên, một chuẩn mực được các chương trình phát sóng tin tức kế tục.
Shirer đã viết hơn một chục cuốn sách bên cạnh Sự trỗi dậy và suy tàn của Đế chế thứ Ba, bao gồm Nhật ký Berlin (xuất bản năm 1941); Sự sụp đổ của nền Cộng hòa thứ Ba (1969), dựa trên kinh nghiệm sống và làm việc tại Pháp từ năm 1925 đến 1933; và một cuốn tự truyện gồm ba tập, Hành trình Thế kỷ 20 (1976 đến 1990).

## Đời tư
Chào đời ở Chicago năm 1904, Shirer theo học tại Trường Trung học Washington và Đại học Coe tại Cedar Rapids, Iowa. Ông tốt nghiệp Coe năm 1925. Làm việc trên đường tới châu Âu trên một chiếc thuyền chở gia súc để nghỉ hè ở đó, ông ở lại châu Âu trong 15 năm.:236
Ông là phóng viên châu Âu cho tờ Chicago Tribune từ năm 1925 đến 1932, bao gồm Châu Âu, Cận Đông và Ấn Độ. Ở Ấn Độ, ông kết bạn với Mohandas Gandhi. Shirer sống và làm việc ở Pháp trong vài năm bắt đầu từ năm 1925. Ông rời đi vào đầu những năm 1930 nhưng thường xuyên trở lại Paris trong suốt thập kỷ. Ông sống và làm việc tại Đức Quốc xã từ 1934 đến 1940.
Năm 1931, Shirer kết hôn với Theresa ("Tess") Stiberitz, một nhiếp ảnh gia người Áo. Cặp vợ chồng có với nhau hai cô con gái, Eileen ("Inga") và Linda. Shirer và vợ ly dị vào năm 1970. Năm 1972, ông kết hôn với Martha Pelton, cả hai ly dị vào năm 1975. Cuộc hôn nhân thứ ba (và cuối cùng) của ông là với Irina Lugovskaya, một giáo viên lâu năm người Nga tại Đại học Simon's Rock. Shirer và Irina không có con cái.
Shirer dọn sang cư trú tại Lenox, Massachusetts cho tới lúc qua đời.

## Những năm trước chiến tranh
Là một nhà báo in và sau đó là phóng viên đài phát thanh của CBS, Shirer đã đề cập đến việc củng cố sự cai trị độc đảng ở Đức Quốc xã bắt đầu vào năm 1933. Shirer đưa tin về chiến thắng thời bình của Adolf Hitler như sự kiện Saarland trở về nước Đức và tái vũ trang Rhineland.
Shirer được thuê vào năm 1934 cho văn phòng đại diện Universal Service ở Berlin, một trong hai hãng thông tấn của William Randolph Hearst. Trong quyển Nhật ký Berlin, Shirer đã mô tả động thái này, trong một cách chơi chữ xấu tự xưng, như đi từ "xấu xa cho đến Hearst". Khi Universal Service cuốn gói vào tháng 8 năm 1937, Shirer lần đầu tiên được đưa lên làm người thứ hai bởi hãng thông tấn khác của Hearst, International News Service, rồi lại bị sa thải vài tuần sau.
Vào ngày mà Shirer nhận được thông báo hai tuần từ INS, ông nhận được một bức điện báo từ Edward R. Murrow, quản lý châu Âu của Columbia Broadcasting System, đề nghị hai người gặp nhau. Trong cuộc gặp mặt của họ vài ngày sau tại Berlin, Murrow nói rằng ông không thể bao quát toàn bộ châu Âu từ London và đang ra sức tìm kiếm một phóng viên có kinh nghiệm để mở văn phòng CBS trên lục địa. Ông đề nghị Shirer tham gia một buổi thử giọng—một chương trình "phát sóng thử nghiệm"—để cho các giám đốc và phó chủ tịch của CBS tại New York đánh giá giọng nói của Shirer.
Shirer sợ rằng giọng nói lanh lảnh của ông không phù hợp với đài phát thanh, nhưng do đã được thuê. Là người đứng đầu văn phòng châu Âu, ông đã thành lập trụ sở tại Vienna, một điểm trung tâm và trung lập hơn Berlin. Công việc của ông là sắp xếp các chương trình phát sóng, và ngay từ buổi đầu sự nghiệp, ông đã bày tỏ sự thất vọng khi phải thuê phóng viên báo chí để làm việc phát sóng; tại thời điểm đó, các phóng viên của CBS đã bị cấm nói trên đài phát thanh.
Shirer là người đầu tiên của "Murrow's Boys", các nhà báo phát thanh truyền hình cung cấp tin tức trong Thế chiến II và sau đó.
Việc CBS cấm phóng viên nói chuyện trên đài phát thanh, được Murrow và Shirer xem là "vô lý", đã kết thúc vào tháng 3 năm 1938. Shirer ở diễn ra sau nhiều tuần gây sức ép của Đức Quốc xã đối với chính phủ Áo. Là đài truyền hình Mỹ duy nhất ở Vienna (đối thủ NBC là Max Jordan không ở trong thị trấn), Shirer có một chiếc tin sốt dẻo nhưng thiếu các phương tiện để kể lại cho khán giả của mình. Quân chiếm đóng Đức kiểm soát đài phát thanh nhà nước Áo sẽ không cho ông có cơ hội phát sóng. Theo đề nghị của Murrow, Shirer bay đến London qua cửa ngõ Berlin; ông nhớ lại trong Nhật ký Berlin rằng chuyến bay trực tiếp tới London chứa đầy những người Do Thái đang cố gắng trốn thoát khỏi Áo do Đức chiếm đóng. Khi ở Luân Đôn, Shirer đã phát sóng lời mô tả của nhân chứng không bị kiểm duyệt đầu tiên của cuộc thôn tính. Trong khi đó, Murrow bay từ London đến Vienna để trang trải cho Shirer.
Ngày hôm sau, trụ sở New York của CBS đã yêu cầu Shirer và Murrow sản xuất một bản tin ở châu Âu, một chương trình phát sóng dài 30 phút với tường thuật trực tiếp từ năm thủ đô châu Âu: Berlin, Vienna, Paris, Rome và London. Việc phát sóng, được sắp xếp trong tám giờ sử dụng các thiết bị điện thoại và phát sóng trong ngày, là một kỳ công lớn. Bản tin đầu tiên này đã thiết lập một công thức vẫn được sử dụng trong báo phát thanh truyền hình. Nó cũng là nguồn gốc của những gì đã trở thành CBS World News Roundup, vẫn còn trên mạng mỗi sáng và tối, loạt tin tức lâu đời nhất của mạng phát thanh truyền hình.
Shirer đã tường thuật về Hiệp ước München và Hitler chiếm đóng Tiệp Khắc trước khi đưa tin về những căng thẳng đang gia tăng giữa Đức và Ba Lan vào năm 1939 và Đức xâm lược Ba Lan đã phát động Thế chiến II Trong phần lớn thời kỳ trước chiến tranh, Shirer vẫn lưu lại Berlin và tham dự các bài phát biểu của Hitler và một số cuộc mít tinh lớn của đảng ở Nuremberg.

## Đưa tin chiến tranh từ Berlin

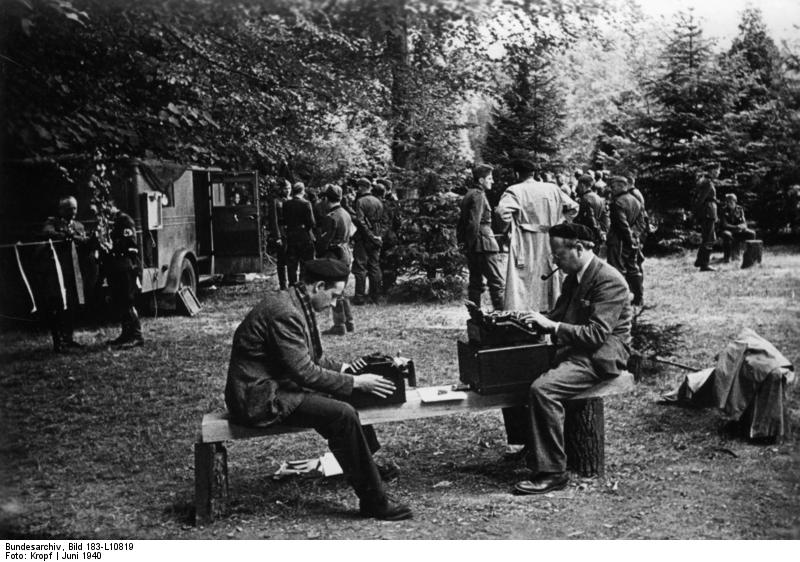
Shirer, bên phải, tại Compiègne đưa tin về sự đầu hàng của Pháp

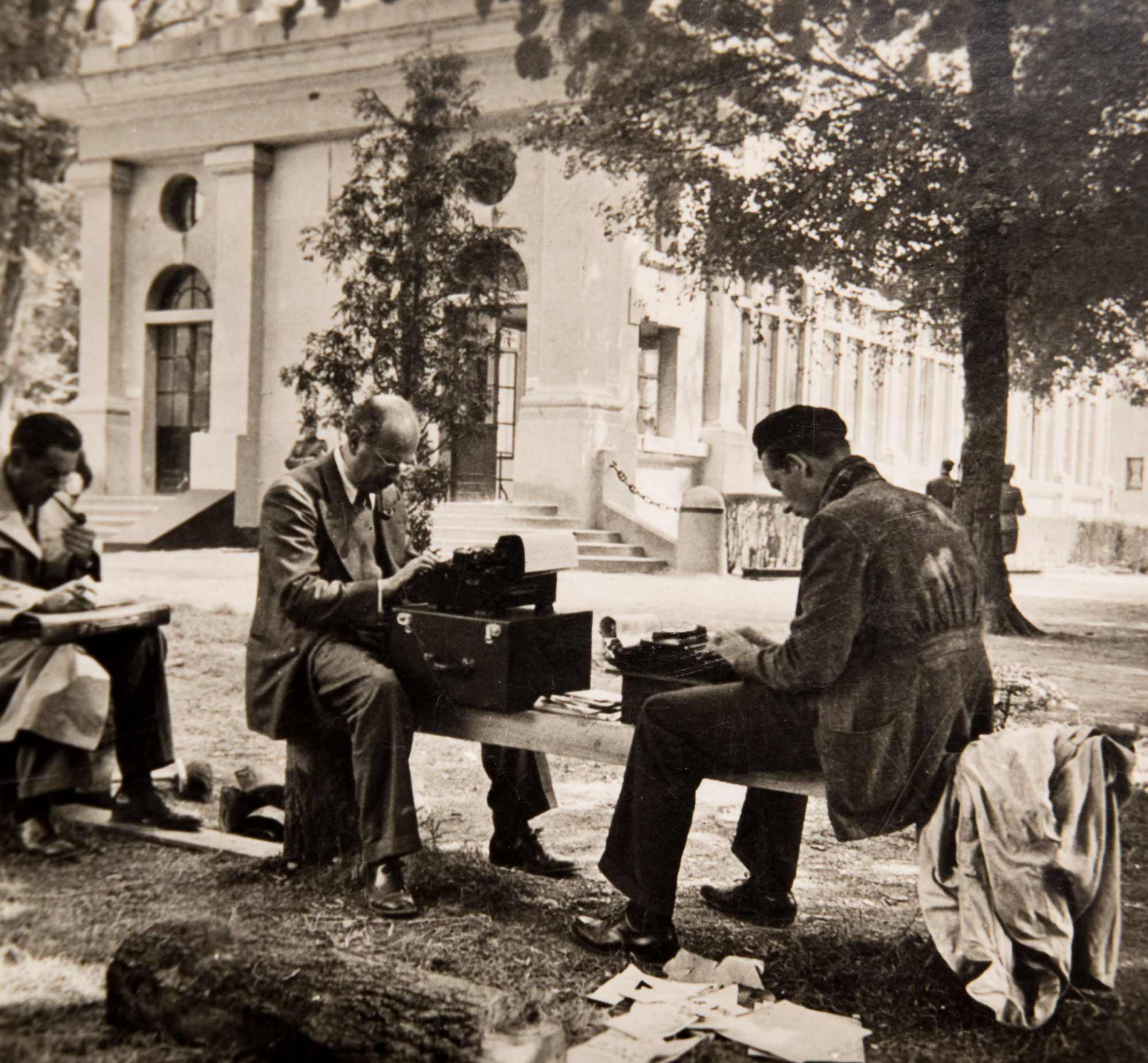
Shirer ở Compiegne, Pháp, đưa tin về việc ký kết đình chiến. Tòa nhà ở phía sau bảo vệ toa tàu trong đó Thống chế Foch chấp nhận yêu cầu của Đức về đình chiến kết thúc Thế chiến I vào ngày 11 tháng 11 năm 1918. Hitler đã tháo toa tàu ra khỏi tòa nhà để ký hiệp định đình chiến ngày 22 tháng 6 năm 1940.

Khi chiến tranh nổ ra ở Mặt trận phía Tây năm 1940, Shirer đi theo bước tiến công của quân đội Đức, đưa tin trực tiếp về "Blitzkrieg" của Đức. Shirer tường thuật về cuộc xâm lược Đan Mạch và Na Uy vào tháng Tư từ Berlin và sau đó về cuộc xâm lược Hà Lan, Luxembourg, Bỉ và Pháp vào tháng Năm. Khi quân đội Đức tiến lại gần Paris, ông đặt chân đến Pháp cùng với các lực lượng vũ trang Đức.
Shirer đã tường thuật về việc Đức ký kết đình chiến với Pháp vào ngày 22 tháng 6 năm 1940 cho người dân Mỹ trước khi được phía Đức tuyên bố. Bình luận của ông từ Compiègne được ca ngợi là một kiệt tác. Vào ngày trước khi hiệp định đình chiến được ký kết, Hitler đã ra lệnh cho tất cả các phóng viên nước ngoài đi theo Quân đội Đức từ Paris chuyển về Berlin. Ý định của Hitler rằng đình chiến nên được tường thuật với thế giới bởi các nguồn tin của Đức Quốc xã. Shirer tránh bị quay trở lại Berlin bằng cách rời khỏi khách sạn báo chí vào sáng sớm và quá giang một chuyến đi đến Compiègne với một sĩ quan người Đức đã coi thường Hitler. Một lần tại địa điểm này, Shirer đã có thể đưa ra một sự miêu tả tận mắt về khoảnh khắc lịch sử đó, "Tôi cách [Hitler] năm mươi mét. […] Tôi đã nhìn thấy khuôn mặt đó nhiều lần vào những khoảnh khắc tuyệt vời của cuộc đời ông ấy. Nhưng hôm nay! Đó là một sự khinh miệt, giận dữ, ghét bỏ, hận thù, niềm vui chiến thắng.":742 Sau đó, ông theo dõi các thủ tục bên trong toa xe lửa, lắng nghe tiếng truyền tin được chuyển đến Berlin thông qua một chiếc xe thông tin của quân đội Đức. Sau khi đình chiến được ký kết, Shirer được phép truyền phát bản tin riêng của mình đến Berlin, nhưng chỉ để ghi âm và phát hành sau khi phiên bản Đức Quốc xã đã được phổ biến. Shirer đã dành năm phút trước khi ông tiếp tục gọi đài phát thanh CBS ở New York, hy vọng rằng chương trình phát sóng sẽ được thông qua. Khi các kỹ sư người Đức ở Berlin nghe thấy Shirer đang gọi về New York, họ cho rằng ông ấy được ủy quyền phát sóng. Thay vì gửi bản tin của mình đến một máy ghi âm theo lệnh, họ cho lên máy phát sóng ngắn. Khi CBS nghe cuộc gọi của Shirer, ông đang tường thuật trực tiếp. Trong suốt sáu giờ liền, bản tin của Shirer là tin tức duy nhất trên thế giới về Hiệp định đình chiến này.
Trong thời bình, bản tin của Shirer chỉ chịu sự tự kiểm duyệt. Ông và các phóng viên khác ở Đức biết rằng nếu các quan chức Đức Quốc xã trong Bộ Tuyên truyền của Joseph Goebbels phản đối bản tin của họ, họ có thể bị rút quyền tiếp cận vào các cơ sở phát sóng thuộc sở hữu nhà nước hoặc trục xuất họ khỏi Đức. Shirer được cấp nhiều tự do hơn các phóng viên Đức viết hoặc phát sóng cho khán giả trong nước. Vào đầu cuộc chiến, các quan chức Đức đã thiết lập sự kiểm duyệt; Shirer nhớ lại rằng các hạn chế tương tự như kiểm duyệt thời chiến ở nơi khác, hạn chế thông tin có thể được sử dụng cho bất lợi quân sự của Đức.
Tuy nhiên, khi chiến tranh tiếp diễn và khi Anh bắt đầu đánh bom các thành phố của Đức, bao gồm cả Berlin, sự kiểm duyệt của Đức Quốc xã trở nên nặng nề hơn đối với Shirer và các đồng nghiệp. Trái ngược với chương trình phát sóng trực tiếp của Murrow về vụ đánh bom London của Đức trong Blitz, các phóng viên nước ngoài ở Đức không được phép đưa tin về các cuộc không kích của Anh vào các thành phố của Đức. Họ không được phép đưa ra nghi ngờ về tuyên bố của Bộ Tuyên truyền và Bộ Tư lệnh Tối cao Quân lực. Bộ Tuyên truyền không khuyến khích các phóng viên đưa tin hoặc sử dụng các thuật ngữ như Đức Quốc xã có thể "tạo ra một ấn tượng bất lợi". Shirer phải dùng đến những cách thức tinh tế hơn cho đến khi kiểm duyệt sờ gáy.
Khi mùa hè năm 1940 dần trôi qua, chính phủ Đức Quốc xã đã ép Shirer phát các bản tin chính thức mà ông biết là không đầy đủ hoặc sai trái. Khi sự thất vọng của ông tăng lên, ông đã viết thư cho các ông chủ ở New York rằng việc kiểm duyệt chặt chẽ đang làm suy yếu khả năng tường thuật khách quan của ông và nghĩ là ông đã vượt qua sự hữu ích của mình ở Berlin. Shirer sau này đã cho biết rằng Gestapo đang dựng lên một vụ án gián điệp nhắm vào ông, vốn mang bản án tử hình. Shirer bắt đầu thu xếp rời khỏi Đức, mà ông đã làm vào tháng 12 năm 1940.
Shirer đã chuyển những cuốn nhật ký và ghi chú ra khỏi Đức và sử dụng chúng cho quyển Nhật ký Berlin, một tài liệu mô tả trực tiếp, hàng ngày về các sự kiện ở Đức Quốc xã trong năm năm hòa bình và một năm chiến tranh. Tác phẩm này được xuất bản vào năm 1941. Các nhà sử học so sánh nhật ký bản thảo gốc với văn bản được xuất bản mới phát hiện ra rằng Shirer đã thực hiện nhiều thay đổi. Giống như nhiều người khác, ấn tượng ban đầu của ông về Hitler đầy triển vọng, và được sửa đổi sau đó. Phần lớn văn bản về giai đoạn trước 1934 đến 1938 lần đầu tiên được viết rất lâu sau khi chiến tranh bắt đầu.
Ông quay trở lại châu Âu để đưa tin về Tòa án Nürnberg năm 1945.

## Những năm sau chiến tranh
Trong chiến tranh, Shirer trở thành giám đốc của Hội Phòng chống Thế chiến III, đã vận động hành lang sau cuộc chiến vì một nền hòa bình khắc nghiệt với Đức.
Shirer nhận Giải Peabody năm 1946 vì Tường thuật Xuất sắc và Giải thích Tin tức cho công việc của mình tại CBS.
Tình bạn giữa Shirer và Murrow chấm dứt vào năm 1947, đỉnh điểm là Shirer rời khỏi CBS tại một trong những cuộc đối đầu vĩ đại của giới báo chí phát thanh truyền hình Mỹ.
Shirer cung cấp ngắn gọn bản phân tích cho Mutual Broadcasting System và sau đó thấy mình không thể tiếp tục làm công việc phát thanh thông thường được nữa. Ông được nêu tên trong kênh Red Channels (1950), thực tế đã cấm ông phát thanh và in báo, và ông bị buộc phải giảng bài để kiếm thu nhập. Thời gian vẫn còn khó khăn đối với Shirer, vợ Tess, và hai cô con gái Inga và Linda cho đến khi Simon & Schuster xuất bản cuốn Sự trỗi dậy và suy tàn của Đế chế thứ Ba vào năm 1960. Bản in bìa cứng được tái bản 20 lần trong năm đầu tiên và bán được hơn 600.000 bản qua riêng Book of the Month Club và 1 triệu bản nói chung. Một phiên bản cô đọng in nhiều kỳ trong Readers Digest và những lời khen ngợi quan trọng đã đảm bảo thành công của nó ở Mỹ. Fawcett Crest giành được bản quyền bìa mềm với giá 400.000 đô la – một kỷ lục vào thời điểm đó – và hơn 1 triệu bản đã được bán ở mức 1,65 đô la (tương đương $1.616 năm 2022). Nó đã đoạt được Giải Sách Quốc gia cho Tác phẩm Phi hư cấu năm 1961. và Giải Carey–Thomas cho tác phẩm phi hư cấu.

## Sách

### Phi hư cấu
- 1941: Berlin Diary: The Journal of a Foreign Correspondent, 1934–1941 (Nhật ký Berlin: Nhật ký của một phóng viên nước ngoài, 1934–1941)
- 1947: End of a Berlin Diary (Kết thúc nhật ký Berlin)
- 1952: Mid-century Journey (Hành trình giữa thế kỷ)
- 1955: The Challenge of Scandinavia (Thách thức của vùng Scandinavia)
- 1960: The Rise and Fall of the Third Reich (Sự trỗi dậy và suy tàn của Đế chế thứ Ba)
- 1961: The Rise and Fall of Adolf Hitler (Sự trỗi dậy và suy tàn của Adolf Hitler)
- 1962: The Sinking of the Bismarck (Vụ chìm tàu Bismarck)
- 1969: The Collapse of the Third Republic (Sự sụp đổ của nền Cộng hòa thứ Ba)
- 1976: 20th Century Journey * (Hành trình thế kỷ 20) (tự truyện, tập 1)
- 1980: Gandhi: A Memoir (Gandhi: Hồi ức)
- 1984: The Nightmare Years * (Những năm tháng ác mộng) (tập 2) — được dựng thành một phim truyền hình ngắn của Mỹ năm 1989 do Anthony Page đạo diễn với Sam Waterston trong vai Shirer[8]
- 1990: A Native's Return * (Sự trở lại của dân bản xứ) (tập 3)
- 1994: Love and Hatred: The Troubled Marriage of Leo and Sonya Tolstoy (Tình yêu và thù hận: Cuộc hôn nhân rắc rối của Leo và Sonya Tolstoy) (xuất bản sau khi tác giả qua đời)
- 1999: This is Berlin: Reporting from Nazi Germany, 1938–40 (Đây là Berlin: Tường thuật từ Đức Quốc xã, 1938–40)

Phần cuối cùng là phần tổng hợp các chương trình phát sóng CBS của Shirer (ISBN 1-585-67279-3).

### Hư cấu
- The Traitor (Kẻ phản bội) (1950)
- Stranger Come Home (Khách lạ về nhà) (1954)
- The Consul's Wife (Vợ ngài lãnh sự) (1956)